# اسامه حسن
اسامه حسن (عربی: أسامة حسن؛ زادهٔ ۲۴ اکتبر ۱۹۷۹) ورزشکار فوتبال اهل مصر است.
از باشگاه‌هایی که در آن بازی کرده‌است می‌توان به باشگاه فوتبال الاتحاد اسکندریه، باشگاه ورزشی زمالک، باشگاه فوتبال انپی، و تیم ملی فوتبال مصر اشاره کرد.
وی همچنین در تیم ملی فوتبال مصر بازی کرده‌است.